# 瀧正男
瀧 正男（たき まさお、1921年9月8日 - 2012年4月2日）は、日本のアマチュア野球指導者、元アマチュア野球選手、体育学者。長男は野外活動、レクリエーション活動研究を専門とする中京大学スポーツ科学部スポーツ健康科学科教授の瀧克己。

## 経歴・人物
愛知県一宮市出身。1936年に中京商業学校に入学し野球部に入り、5回甲子園大会に出場。1937年夏の第23回全国中等学校優勝野球大会及び1938年春の第15回選抜中等学校野球大会で捕手として優勝を経験している。バッテリーを組んだのは野口二郎であった。
中京商業を卒業後に名古屋高等商業学校（現在の名古屋大学経済学部）に進学した後、軍隊に入りマレーシアへ出征。終戦後のマレーシアでの捕虜生活を経て1947年に内地復員を果たす。復員後は出身地の一宮市で繊維メーカーに就職した。1950年に肺結核に罹患し、肋骨を6本失う手術を経験した。
その後野球指導者に転身、1949年に愛知県立起工業高等学校野球部監督に、1953年には中京商業高等学校野球部部長に招聘されて就任。機動力野球をモットーに掲げた。中京商業高等学校野球部部長・監督として1954年には中山俊丈をエースに起用し第36回全国高等学校野球選手権大会で優勝、また第28回選抜高等学校野球大会（1956年）でも日本一を果たしている。
また1956年に中京大学硬式野球部初代部長に就任、以後は1983年まで中京大学野球部の指導者としてこの間には愛知大学野球リーグで28回の優勝、更に1970年の第19回全日本大学野球選手権大会で関東・関西以外の大学で唯一の優勝を果たすなど、アマチュア球界でも名が知られる指導者となった。これら実績を買われて、1965年にはサンケイスワローズのオーナー、水野成夫から監督へ招聘されたが、断った。1986年、愛知大学野球連盟の副会長に就任した。
中京大学では1978年から2年間、教養部長として学生の指導に当たった。1992年には中京大学名誉教授に就任した。
野球指導者として中山俊丈・木俣達彦（共に元中日ドラゴンズ選手）、山内一弘（元毎日大映オリオンズ選手）、栽弘義（沖縄県立豊見城高等学校・沖縄県立沖縄水産高等学校野球部監督）、永田裕治（報徳学園高等学校野球部監督）らを育成した。
1997年、勲四等旭日小綬章受章。
2012年4月2日、心不全のために愛知県日進市の病院にて死去。90歳没。
没後の2018年に、野球殿堂特別表彰部門に於いて、瀧の殿堂顕彰者選出が発表され、同年8月15日、第100回全国高等学校野球選手権記念大会開催中の阪神甲子園球場に於いて、当日の第2試合開始前に瀧の殿堂顕彰表彰式が執り行われた。

## 著書
- 『白球に乾杯』（2007年、中央公論新社 ISBN 978-4-12-003854-9） - 讀賣新聞での連載記事「白球に乾杯」、「瀧さんの観戦記」に自伝を加えて書籍化したもの。